# Загряжская, Екатерина Ивановна
Екатери́на Ива́новна Загря́жская (14 [25] марта 1779 — 18 [30] августа 1842) — русская дворянка из рода Загряжских, фрейлина императорского двора (с 1808); тётка (по материнской линии) Н. Н. Гончаровой, представительница ближайшего окружения А. С. Пушкина позднего периода.

## Биография
Одна из трёх дочерей генерала Ивана Александровича Загряжского, богатого, но разорившегося к концу жизни помещика. Большую часть времени проводила с семьей в деревне, лишь изредка бывая в Москве. После смерти Загряжского его незамужние дочери остались в тяжёлом материальном положении.
В 1808 году Екатерина Ивановна была пожалована во фрейлины императрицы Елизаветы Алексеевны, а Софья Ивановна переселилась к замужней сестре Гончаровой. Проживая постоянно при дворе в Петербурге, фрейлина Загряжская пользовалась уважением царской фамилии. Не имея собственных детей, она опекала своих племянниц — дочерей своей единокровной сестры Наталии Ивановны Гончаровой.
В 1831 году в Петербург приехала её младшая племянница Наталия, ставшая женой А. С. Пушкина. Затем (с осени 1834 года) перебрались в столицу и поселились в доме у Пушкиных старшие сестры Гончаровы: Екатерина (в замужестве с 1837 года баронесса Геккерн), Александра (в замужестве с 1852 года баронесса Фризенгоф). Тётка руководила их первыми шагами в придворном светском обществе, помогала материально. В 1835 году она устроила Екатерину Гончарову фрейлиной во дворец, а в 1839 году добилась пожалования во фрейлины Александры Гончаровой.

Когда Пушкин уезжал из Петербурга, в свет его жену сопровождала, вероятно, Екатерина Ивановна. Загряжская нежно любила младшую племянницу Наталью, называла её «дочерью своего сердца», и была крёстной матерью всех детей Пушкиных. Тётка пользовалась уважением и признательностью поэта. В его письмах к жене есть такие упоминания о ней:
Благодарю мою бесценную Катерину Ивановну, которая не даёт тебе воли в ложе. Целую её ручки и прошу, ради бога, не оставлять тебя на произвол твоих обожателей»;
«Тебе пришлют для подписания доверенность. Катерина Ивановна научит тебя, как со всем эти поступить»
«Тётка заезжала вчера ко мне и беседовала со мною в карете; я ей жаловался на своё житье-бытье; а она меня утешала» 
«Царь не позволяет мне ни записаться в помещики, ни в журналисты.Писать книги для денег, видит Бог, не могу. У нас ни гроша верного дохода, а верного расхода 30 000. Всё держится на мне, да на тётке. Но ни я, ни тётка не вечны. Что из этого будет, Бог знает. Покаместь, грустно.
В ноябре 1836 года после получения Пушкиным и рядом его друзей оскорбительных анонимных писем Загряжская была привлечена членами семьи поэта к ведению переговоров между Пушкиным и его представителем В. А. Жуковским, с одной стороны, и представителем Дантеса — его приемным отцом бароном Геккерном. Участники переговоров встречались в те дни на квартире Загряжской. Их целью было предотвращение дуэльного поединка, о чем свидетельствует ноябрьская переписка Загряжской с Жуковским и Геккерном.
После улаживания конфликта Загряжская приняла официальное предложение Дантеса о его предстоящем браке с Екатериной Гончаровой. Екатерина Ивановна сообщила в записке к В. А. Жуковскому: «Слава Богу кажется всё кончено. Жених и почтенный его батюшка были у меня с предложением. К большому щастию за четверть часа пред ними из Москвы приехал старший Гончаров и объявил им родительское согласие, и так все концы в воду».

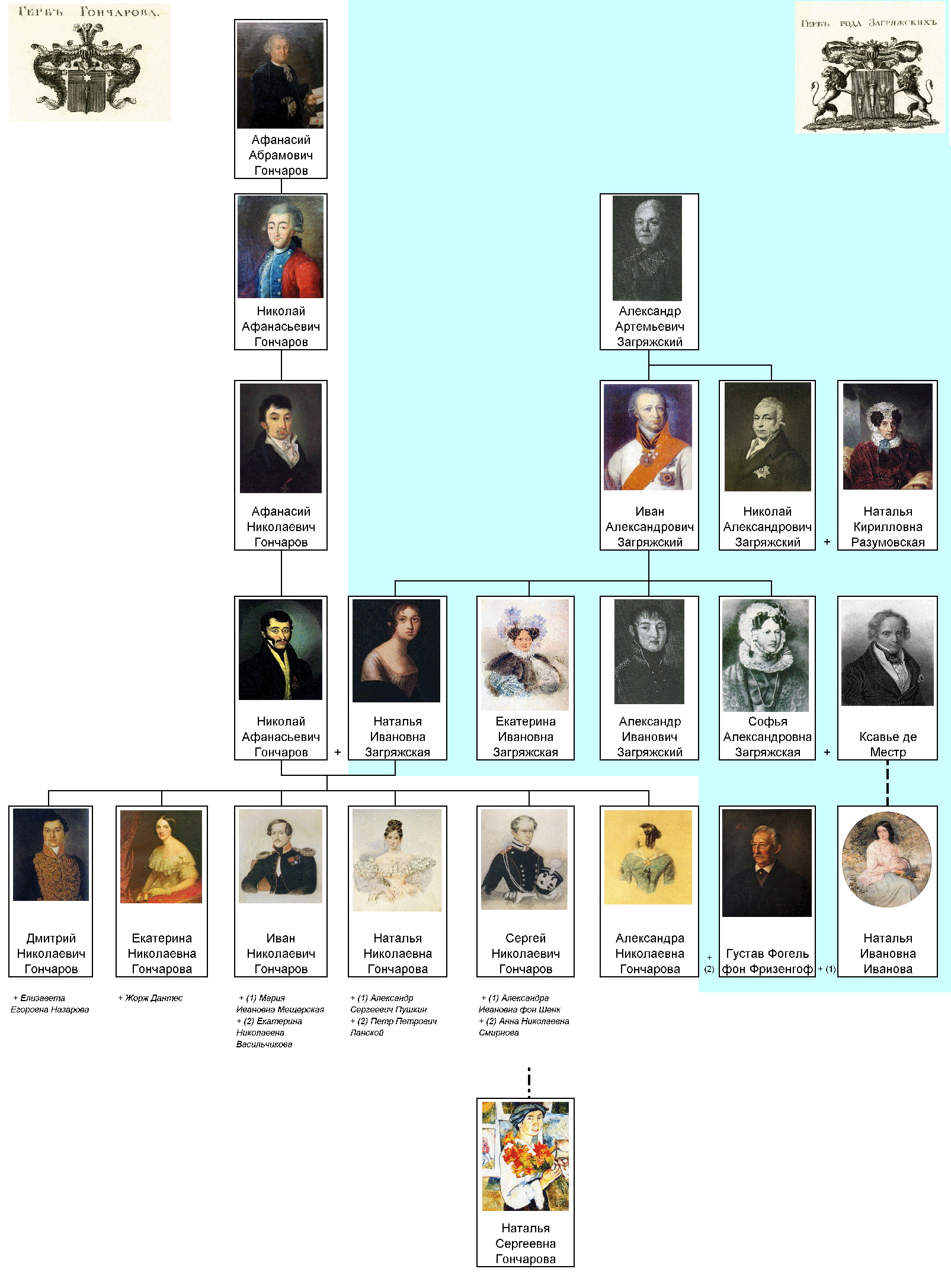
Древо Загряжских и Гончаровых

На квартире у тётки жених и невеста могли встречаться до самого дня их свадьбы, которая состоялась 10 января 1837 года. После ноябрьского конфликта Пушкин не принимал Дантесов и Геккерна у себя. Вечером 27 января (8 февраля) 1837 года, узнав о поединке Пушкина с Дантесом, Загряжская первая приехала в дом поэта и неотлучно находилась рядом со своей младшей племянницей. Она же сопровождала Н. Н. Пушкину, когда та 16 февраля 1837 года отправилась из Петербурга в имение своих родных Полотняный Завод в Калужской губернии. По настоянию тётки осенью 1838 года вдова поэта вместе с сестрой и детьми возвратилась в Петербург и поселилась в квартире, снятой на деньги Загряжской. После смерти Пушкина, в марте 1837 года, Загряжская рассказала о случившемся в письме к своей сестре — графине Софье Ивановне де Местр, супруге графа Франсуа Ксавье де Местра, жившей в то время за границей. В этом письме она всячески защищала свою младшую племянницу от светских пересудов:
Пушкин был настолько убежден в невиновности своей жены, которая его страстно любила, что с первой минуты и даже на смертном одре он не переставал высказывать ей это убеждение.

После гибели поэта непримиримо относилась к его врагам и недоброжелателям. В 1838 году И. Полетика писала своей приятельнице Екатерине Дантес:
Удивительно, как эта женщина меня любит, она скрежещет зубами, когда должна здороваться со мною.
 Умерла 18 августа 1842 года в Петербурге и похоронена на Тихвинском кладбище Александро-Невской лавры.